# Zagrammosoma multilineatum
Zagrammosoma multilineatum är en stekelart som först beskrevs av William Harris Ashmead 1888.  Zagrammosoma multilineatum ingår i släktet Zagrammosoma och familjen finglanssteklar. Inga underarter finns listade i Catalogue of Life.